# Jang Siao-tu
Jang Siao-tu (čínsky pchin-jinem Yáng Xiǎodù, znaky 杨晓渡; * 26. října 1953) je bývalý čínský komunistický politik, člen politbyra a tajemník sekretariátu (obojí 2017–2022), zástupce tajemníka ústřední komise pro kontrolu disciplíny KS Číny (2014–2022), předseda  Státní kontrolní komise Čínské lidové republiky (2018–2023), předtím ministr kontroly (2016–2018). Vzděláním farmaceut, více než dvě desetiletí pracoval v Tibetu, přičemž postoupil z manažera farmaceutické společnosti na místopředsedu tibetské vlády. V letech 2001–2014 působil v Šanghaji v městské správě i vedení tamní organizace KS Číny, poté přešel do centrálních úřadů v Pekingu. 

## Život
Jang Siao-tu se narodil 26. října 1953 v Šanghaji. Po střední škole byl roku 1970 poslán na venkov do komuny Sung-ťi v okrese Tchaj-che v provincii An-chuej. V roce 1973 vstoupil do Komunistické strany Číny a začal studovat na katedře farmacie na Šanghajském institutu tradiční čínské medicíny, který absolvoval v roce 1976. Poté pracoval jako vedoucí oddělení a zástupce ředitele farmaceutické společnosti v prefektuře Nagčhu v Tibetu.
V letech 1984–1986 působil jako tajemník organizace KS Číny v nemocnici v Nagčhu, roku 1986 byl jmenován zástupcem šéfa administrativy prefektury Nagčhu. Roku 1992 přešel na místo zástupce tajemníka výboru KS Číny a zástupce šéfa administrativy v prefektuře Čhamdo, v roce 1995 povýšil na vedoucího finančního odboru vlády Tibetské autonomní oblasti. V květnu 1998 se stal místopředsedou vlády Tibetské autonomní oblasti. Při zaměstnání roku 1998 studoval teorii práva na ústřední stranické škole formou dálkového studia a v roce 2001 získal magisterský titul v oboru právo.
V roce 2001 se vrátil do rodné Šanghaje, v níž byl jmenován místostarostou. V říjnu 2006 přešel do stranického aparátu na místo vedoucího oddělení jednotné fronty šanghajské organizace KS Číny; současně byl na roky 2008–2013 vybrán mezi členy celostátního výboru Čínského lidového politického poradního shromáždění. V květnu 2012 byl zvolen vedoucím šanghajské komise pro disciplinární inspekci KS Číny. Na XVIII. sjezdu KS Číny v listopadu 2012 byl zvolen členem ústřední komise pro kontrolu disciplíny KS Číny (znovuzvolen 2017).
V lednu 2014 byl zvolen členem stálého výboru a zástupcem tajemníka ústřední komise pro kontrolu disciplíny, v souvislosti s tímto povýšením se vzdal funkcí a úřadů v Šanghaji. V prosinci 2016 byl jmenován ministrem kontroly.
Na závěr XIX. sjezdu KS Číny v říjnu 2017 byl zvolen členem členem ústředního výboru a vzápětí ho ústřední výbor zvolil členem politbyra a tajemníkem sekretariátu ÚV KS Číny, byl rovněž znovuzvolen do funkcí v ústřední komisi pro kontrolu disciplíny (člen jejího stálého výboru a zástupce tajemníka).
V březnu 2018 bylo ministerstvo kontroly reorganizováno ve Státní kontrolní komisi Čínské lidové republiky, která byla v systému organizace státní moci povýšena na stejnou úroveň jako státní rada (vláda). Jang Siao-tu tudíž namísto úřadu ministra kontroly převzal předsednictví Státní kontrolní komise. 
Na následujícím XX. sjezdu KS Číny v říjnu 2022 již kvůli vysokému věku nekandidoval do vedení strany a v březnu 2023 opustil i vedení Státní kontrolní komise a odešel z politiky.
V září 2023, na závěr celostátního sjezdu Čínské federace osob se zdravotním postižením, byl zvolen čestným předsedou federace a vystřídal tak Teng Pchu-fanga.